# 4912 Emilhaury
4912 Emilhaury (1953 VX1) là một tiểu hành tinh vành đai chính.